# Kingdom of Hate
Kingdom of Hate es el primer demo de Necrosis, grabado y producido por ellos mismos en el año 1987. Tuvo gran repercusión en Chile y excelentes críticas en revistas extranjeras como la famosa en aquellos años Morbid Magazine, en donde la banda figura entre los mejores 25 demos del mundo. en 1987, ocupando el lugar n.º 19. Para lograr darse a conocer en la escena thrasher de Chile vendían su demo en las tocatas en las que participaban. Realizando las tocatas llegaron a la cantidad de 1500 copias vendidas, hecho que es muy difícil de lograr para una banda sin representación discográfica en Chile.
Ya para el año 1988 y aprovechando sus vacaciones, el vocalista de ese entonces, Andres Marchant lleva a Brasil unas copias del demo, siendo el sello Heavy Metal Maniac Records quienes se interezan en grabar un LP de Necrosis, saliendo para ese mismo año el disco The Search.
Line Up Demo Kingdom of hate:
Andrés Marchant Vocals
Nataniel Infante lead guitars
Rodrigo Westphal Bass guitar
José Miguel Pepe Nacrur guitars
Salvador Andrés Nacrur Drums

## Lista de canciones
1.	Prayer	08:49 (Infante)
2.	Fall in the Last Summer	04:41 (Infante)
3.	My Fears 06:13(Infante)
4.	Kingdom of Hate 04:45(Infante)
- Todas las canciones escritas por Necrosis.